# Villa Patrizi (Napoli)

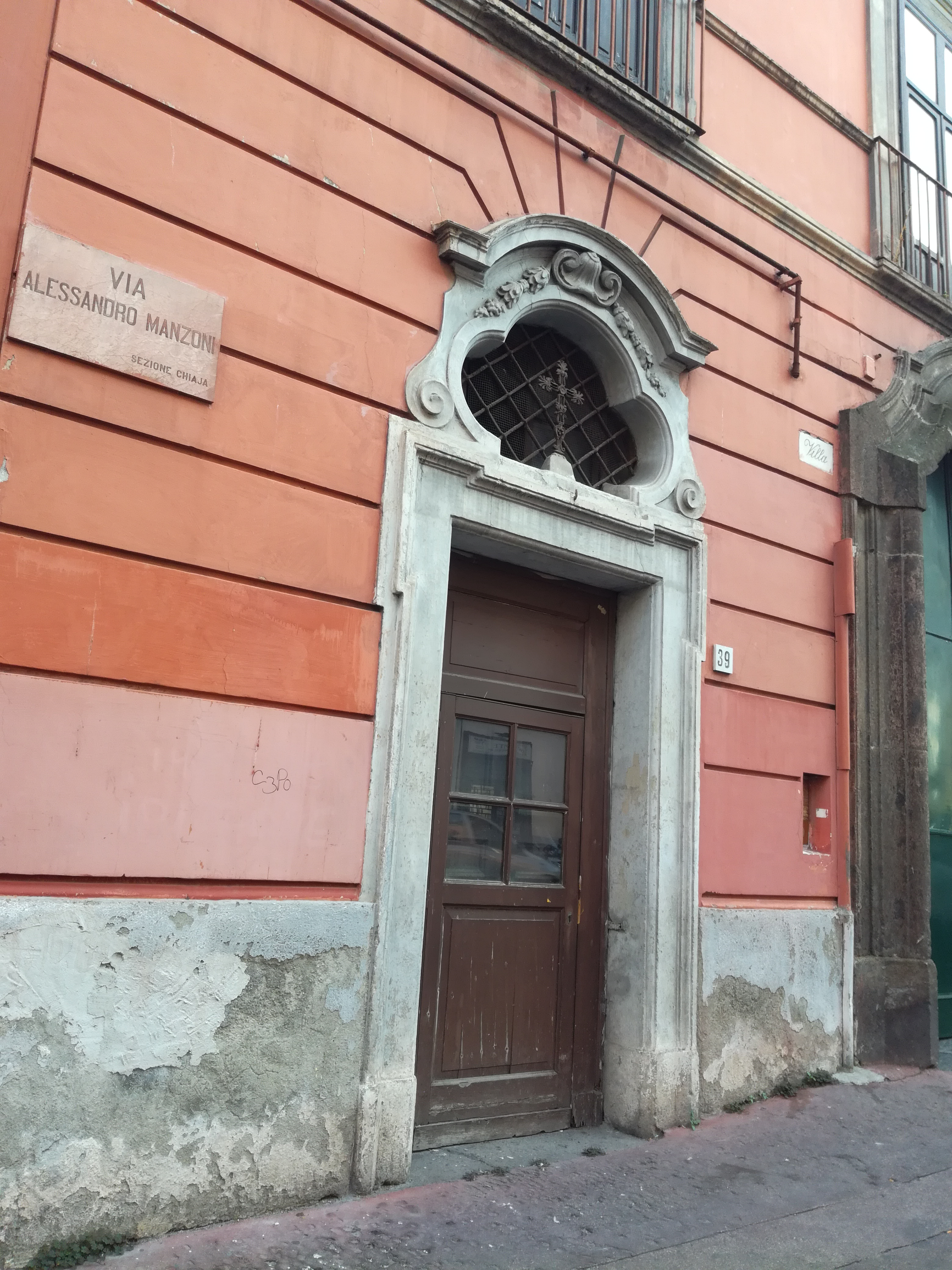
Il portale della cappella privata

Villa Patrizi è un edificio storico di Napoli; è locata in via Manzoni n. 41. La struttura è tra le più importanti della zona; fu costruita nel XVIII secolo e costituisce un pregevole esempio di architettura tardo-barocca.

## Storia
Nel 1766 il marchese di Ripacandida e regio consigliere, Pietro Patrizi, acquistò da Francesco Palomba, marchese di Cesa e barone di Pascarola, una villa con due annesse masserie, ingrandendola e dotandola anche della cappella e del teatrino, tutt'oggi esistenti.
Nella prima metà dell'Ottocento la villa visse momenti di splendore. Infatti, la famiglia Patrizi, a cui apparteneva questo complesso, era solita organizzarvi serate di spettacoli ed eventi culturali, a cui spesso partecipavano anche ospiti di case regnanti e dell'aristocrazia europea di passaggio a Napoli.
Tra i personaggi che visitarono il complesso della villa, restandone ammaliati, ci furono anche l'imperatore Giuseppe II e il famoso poeta romantico August von Platen.

## La villa
All'interno presenta anche un cortile con portici e locali per carrozze e cavalli. Negli appartamenti ci sono ancora varie sale con volte e pareti affrescate. Conserva inoltre il suo piccolo teatro, unico esempio rimasto intatto nel Meridione di teatro "di palazzo" settecentesco. Il suo piccolo palcoscenico è dotato di un antico sipario, dipinto con l'allegoria delle Muse; ha ospitato importanti cantanti ed attori, per spettacoli ad uno o due personaggi: da Sergio Bruni a Leopoldo Mastelloni, da Peppe Barra a Rosalia Maggio a Ida Di Benedetto. All'esterno, il portale sinistro costituisce l'ingresso alla cappella privata del complesso.
La villa è oggi sede di incontri, mostre e convegni.